# 趙佳誼
趙佳誼（1973年—），筆名銀色快手。東吳大學日文系畢業。現定居新北市新店區。2018年，趙佳誼與分別44年的姐姐、同為作家的楊索相認。

## 著作

### 詩集
- 《遇見帕多瓦的陽光》小知堂文化 ; 2003.1
- 《古事記：甜美憂傷與殘酷童話的七段航程》布拉格文化 ; 2011.8
- 《羊宇宙的沉默》斑馬線文化 ; 2016.5
- 《曖昧來得剛剛好》小貓流文化 ; 2017.8

### 散文
- 《解憂書店 :出租大叔的人生借問站》時報文化 ; 2020.6

### 小說
- 《惡靈05千年之戀》圓神 ; 2005.9

### 遊戲
- 《選書師》大玩創意 ; 2019.1
- 《AI藝流詠唱師》大玩創意 ; 2024.8

### 論文
- 《物、空間與歷史記憶: 桃園學》共著 ; 桃園市文化局 ; 2021.3

### 翻譯作品
- 《魔笛召喚的小孩》巨人文化 ; 1996.3.30
- 《拉麵小霸王》巨人文化 ; 1997.1.1
- 《擁抱記憶入眠》巨人文化 ; 1997.3
- 《少年偵探鹿鳴敬介》巨人出版 ; 1997.10
- 《熱情經紀人》巨人出版 ; 1997
- 《我的小女僕》龍成出版 維納斯文庫 ; 1999.9
- 《電腦美少女天堂總集編 ; 龍成出版 維納斯文庫 ; 2000.5
- 《女神的初戀》龍成出版 維納斯文庫 ; 2000.6
- 《海的樂園》吉元由美著 ; 中村庸夫攝影 ; 台灣實業 ; 1999.9
- 《星光之浴》吉元由美著 ; 中村庸夫攝影 ; 台灣實業 ; 1999.9
- 《水鯨之戀》吉元由美著 ; 中村庸夫攝影 ; 台灣實業 ; 1999.9
- 《日本恐怖小說選》小知堂文化 ; 2003.10
- 《中華聯邦》大前研一著 ; 商周出版 ; 2003.1
- 《聖經圖解》鹿嶋春平太 ; 商周出版 ; 2003.12
- 《圖說希臘北歐神話》易博士文化 ; 2005.9
- 《武士道圖解》山本博文著 ; 商周出版 ; 2006.8
- 《吸血鬼獵人D》菊地秀行著 ; 奇幻基地 ; 2004.5
- 《原來如此的對話》河合隼雄, 吉本芭娜娜著 ; 2004.10
- 《古典音樂圖解》森本真由美 ; 2005.9
- 《有趣的聖經故事》中見利男著 ; 2006.9
- 《圖解聖經》生田哲著 ; 易博士文化 ; 2008.3
- 《葉櫻與魔笛：太宰治怪談傑作選》大牌 ; 2013.5
- 《日日是好日: 禪的生活》玄侑宗久作 ; 大牌 ; 2013.5
- 《地獄變：芥川龍之介怪談傑作選》大牌 ; 2015.2
- 《蜥蜴的尾巴：私藏版電影軼事》野上照代著 ; 臺灣女性影像學會 ; 2016.7
- 《出發!一起環遊世界去》手塚明美著 ; 臺灣麥克 ; 2017.10
- 《腐爛的美麗: 日本驚悚短篇小說選》八方文化 ; 2018.2
- 《花束之蟲: 日本驚悚短篇小說選》八方文化 ; 2018.4
- 《聖經合集 :圖解聖經+圖解舊約聖經》
- 《侏儒的話：人性無常的終極書寫，芥川龍之介思想作品集》大牌 ; 2019.1
- 《魔像》笛籐：2020.7

## 爭議
- 2017年，趙佳誼翻譯之峠三吉《原爆詩集》（逗點文創）因翻譯問題而全數下架銷毀。[2]2021年，改由他人重新翻譯。[3]
- 2020年，遭瑯嬛書屋、新星巷弄書屋、水巷彎書店共同聲明內容指稱其選書師經歷不實。[4]趙佳誼於道歉聲明中表示：「個人經歷使用的語字措辭並不恰當。」[5]